# Крутоярское муниципальное образование (Саратовская область)
Крутоярское муниципальное образование — сельское поселение в Екатериновском районе Саратовской области Российской Федерации.
Административный центр — село Крутояр.

## География
Общая площадь территории округа свыше 21 тысячи гектаров, из них 17 тысяч гектаров пашни. 

## История
До недавних пор в состав округа входили деревня Ушаки, поселки Целинный и Советский. Поселок Первомайский до революции назывался Амосовым хутором, здесь размещалась контора управляющего и людская. Владелец Амосов занимался овцеводством, нанимал сезонных работников. На месте бывшей деревни Ушаки расположена производственная база одного из передовых крестьянско-фермерских хозяйств района, получившего название «Ушаки».
Статус и границы сельского поселения установлены Законом Саратовской области от 27 декабря 2004 года № 83-ЗСО «О муниципальных образованиях, входящих в состав Екатериновского муниципального района».

## Население
| 2010 | 2011 | 2012 | 2013 | 2014 | 2015 | 2016 |
| ---- | ---- | ---- | ---- | ---- | ---- | ---- |
| 649  | ↘647 | ↗652 | ↘639 | ↗640 | ↗642 | ↘635 |
| 2017 | 2018 | 2019 | 2020 | 2021 |      |      |
| ↗642 | ↘633 | ↘625 | ↘619 | ↘564 |      |      |

## Состав сельского поселения
| № | Населённый пункт | Тип населённого пункта       | Население |
| - | ---------------- | ---------------------------- | --------- |
| 1 | Крутояр          | село, административный центр | ↘570      |
| 2 | Советский        | посёлок                      | ↘79       |